# Roestbruine leeuwerik
De roestbruine leeuwerik (Calendulauda rufa, synoniem Mirafra rufa) is een zangvogel uit de familie Alaudidae (leeuweriken).

## Verspreiding en leefgebied
Deze soort komt voor in centraal Afrika en telt drie ondersoorten:
- C. r. nigriticola: oostelijk Mali en westelijk Niger.
- C. r. rufa: Tsjaad en westelijk Soedan.
- C. r. lynesi: centraal Soedan.

## Status
De grootte van de populatie is niet gekwantificeerd maar de soort wordt omschreven als schaars maar soms plaatselijk algemeen. Op de Rode lijst van de IUCN heeft deze soort de status niet bedreigd.